# ريتشارد روسو
ريتشارد روسو (بالإنجليزية: Richard Russo) (و. 1949  م) هو كاتب، وكاتب سيناريو، وروائي أمريكي، ولد في جونستاون.

## التعليم
تعلم في جامعة أريزونا.

## وصلات خارجية
- ريتشارد روسو على موقع IMDb (الإنجليزية)
- ريتشارد روسو على موقع مونزينجر (الألمانية)
- ريتشارد روسو على موقع ألو سيني (الفرنسية)
- ريتشارد روسو على موقع أول موفي (الإنجليزية)
- ريتشارد روسو على موقع قاعدة بيانات الأفلام السويدية (السويدية)
- ريتشارد روسو على موقع إن إن دي بي (الإنجليزية)
- ريتشارد روسو على موقع قاعدة بيانات الفيلم (الإنجليزية)
- ريتشارد روسو على موقع كينوبويسك (الروسية)